# Sai tenere un segreto? (film)
Sai tenere un segreto? (Can You Keep a Secret?) è un film del 2019 diretto da Elise Duran.
Commedia romantica statunitense basata sull'omonimo romanzo di Sophie Kinsella.

## Trama
Emma Corrigan vive a New York con due coinquiline, Lissy e Gemma, e lavora come assistente marketing per la “Panda”, un’importante azienda che opera nel settore alimentare. All’inizio del film, Emma si trova a Chicago per un incontro di lavoro, che però non va a buon fine. Una volta salita sull’aereo che la riporterà a casa, grazie a un colpo di fortuna le vengono offerti un posto a sedere in prima classe e champagne a fiumi. Durante il volo, l’aereo attraversa alcune turbolenze: Emma, ubriaca e convinta che il velivolo stia per precipitare, rivela all’uomo seduto al suo fianco tutto ciò che riguarda la sua vita professionale e personale, compresa la sua insoddisfazione nei confronti del fidanzato e collega Connor. Quest’ultimo, venuto a prenderla all’aeroporto, le propone di andare a convivere: Emma accetta, salvo poi pentirsene il giorno successivo.
Tornata al lavoro, Emma si prepara per la visita in azienda dell’amministratore delegato Jack Harper e scopre che si tratta proprio dello sconosciuto incontrato in aereo. Jack promette a Emma che non dirà a nessuno del loro incontro, ma lei, in cambio, non dovrà dire a nessuno che lui si trovava a Chicago.
Un giorno, Emma attira Connor con una scusa nell’archivio dell’azienda e gli chiede di fare l’amore con lei, sperando così di ravvivare il loro rapporto di coppia: al rifiuto di Connor, Emma decide di lasciarlo. Jack, venuto a conoscenza del fatto che Emma è di nuovo single, la invita a cena e i due iniziano una relazione. Nonostante Jack, a differenza di Emma, si mantenga sempre molto riservato sulla sua vita privata, la loro storia procede a gonfie vele finché, durante un’intervista televisiva, Jack si serve dei segreti di Emma per descrivere il target ideale a cui sono rivolti i prodotti dell’azienda. I colleghi di Emma, che stanno guardando l’intervista, riconoscono in lei la ragazza di cui sta parlando Jack e iniziano a prenderla in giro, facendola andare via in lacrime.
Più tardi, Emma incontra di nuovo Jack in un bar e gli chiede perché, il giorno in cui si sono incontrati, lui si trovasse a Chicago, ma Jack si mostra riluttante. Delusa, Emma si confida con le coinquiline, secondo le quali Emma dovrebbe scoprire a tutti i costi i segreti di Jack. Gemma, in particolare, vorrebbe coinvolgere un suo amico giornalista, Mick, affinché strappi un’intervista a Jack, proposta che Emma declina fermamente.
Tempo dopo, Emma si reca a uno spettacolo di danza a cui partecipa anche Lissy. Al teatro si presenta anche Jack, che finalmente decide di raccontare la verità a Emma: l’uomo si trovava a Chicago per fare visita alla figlia di Pete Laidler, il precedente amministratore delegato della “Panda” prematuramente scomparso, che lui considera come una figlioccia. Poiché Laidler desiderava che la figlia avesse una vita normale, lui e Jack hanno sempre fatto di tutto per tenere la bambina lontana dai riflettori, tanto che in azienda tutti ignorano la sua esistenza.
Emma e Jack assistono allo spettacolo, ignari del fatto che Gemma si sia presentata in compagnia di Mick. Alla fine dello spettacolo, Jack si imbatte nel giornalista, in procinto di intervistarlo: convinto che sia stata Emma a chiamarlo, se ne va furibondo e sale su un aereo per fare ritorno a Chicago.
Emma raggiunge Jack a bordo dell’aereo appena prima della partenza: dopo averlo rassicurato sul fatto di non essere stata lei a chiamare Mick, lo ringrazia per averla amata nonostante sia rimasta sempre se stessa. Jack, allora, inizia a svelarle tutti i suoi segreti e, poco dopo, i due si baciano.

## Produzione
A luglio 2018 è stato annunciato che Alexandra Daddario avrebbe preso parte alla produzione del nuovo adattamento cinematografico del romanzo Sai tenere un segreto? Ad agosto si è aggiunto al cast Tyler Hoechlin.
Le riprese si sono svolte a New York nell'ottobre 2018.

## Distribuzione
Il film è stato distribuito negli Stati Uniti d'America il 13 settembre 2019 da Vertical Entertainment.
In Italia il film, distribuito da 01 Distribution, sarà reso disponibile direttamente sulla piattaforma Prime Video dal 20 gennaio 2021.